# Jakob Andreff
Jakob «Jean» Andreff (* 5. Juli 1919 in Paris; † zwischen 17. Mai und 21. Mai 1976 in Zürich), Geburtsname Jacques Romeo Andreff, war ein Schweizer Zirkusclown.

## Leben
Jakob Andreff wurde in einem Hotel an der Rue des Martyrs in Paris als Sohn des von Russland stammenden Artisten Ferdinand und der Schweizerin Lydia Hänni geboren. Sein Vater arbeitete seit acht Jahren im Circus Medrano als Einzelclown (August). Die Mutter stammte aus einer Artistenfamilie des Circus Knie.
Schon als Kleinkind wurde Andreff von seinem Vater und einer Ballettmeisterin in Artistik und klassischem Tanz ausgebildet. Jakob Andreff beschreibt seinen Vater in den Proben als einen harten und unnachgiebigen Menschen, der Schläge austeilte. Manchmal in einer Heftigkeit, so dass Aussenstehende spontan eingriffen, um den Strafexzess zu beenden.
Als Jakob Andreff zwei Jahre alt war, siedelte die Familie nach Deutschland über. Dort lernte er seinen Onkel, den Clown und Artisten Fred Enders im Circus Hagenbeck kennen. Sein Onkel inspirierte ihn dazu, Geige zu spielen und so lernte er bereits als kleines Kind autodidaktisch mit diesem Instrument umzugehen. Die Mutter schenkte ihm zu Weihnachten eine Minigeige, die er ebenfalls ziemlich schnell zu beherrschen lernte. Jakob Andreff trat mit dem Geigenspiel ein Jahr später vor Publikum auf.
1925 wurde er eingeschult und damit schmolz seine Freizeit dahin, denn neben der Artistenausbildung musste er nun zusätzlich Hausaufgaben machen. Die Familie hatte während dieser Zeit ein kleines Einkommen und hohe Ausgaben und musste häufig darben. Vor allem die Tatsache, dass ihre Pferde im Winter in teuren privaten Stallungen untergebracht werden mussten und dass der Grossvater ein Alkoholiker und Spieler war, der viel Geld verprasste, führte dazu, dass die Familie häufig nichts mehr zu essen kaufen konnte.
Mit dem Circus Gleich von seinem Onkel Julius Gleich tourte Andreffs Familie durch Europa. Jakob Andreff lernte dabei verschiedene Fremdsprachen. Ungefähr als Jakob Andreff 10 Jahre alt war, zog die Familie wieder nach Frankreich zurück und lebte zuerst in einem Hotel in der Nähe des Montmartre. Der Vater wurde einige Zeit später vom Circus Paurtier engagiert und sie durften als Pausenfüller-Clowns auftreten. Eine Saison später durften sie zusätzlich auch als Entrée-Clowns auftreten. Ferdinand Andreff spielte den Weissclown und Jakob Andreff den August. Als jüngster Clown und als versierter Geigenspieler wurde Jakob Andreff zum Publikumsliebling, was ihm auch Neid und Missgunst bei seinen Kollegen einbrachte.
In den folgenden Jahren ging er auf eine Frankreichtournee bis 1940 und hatte diverse Einzel- und Partnerauftritte in Zirkussen (beispielsweise in Cirque Amar, Cirque Rancy, Cirque Joseph Bouglione). In Paris hatte er eine Galavorstellung mit Josephine Baker und Fernandel.
1941 bis 1944 engagierte er sich im Circus Knie und hatte Auftritte mit den Gebrüdern Cavallini und Polo Rivel. 1943 heiratete er Luzia Bezençon. Ab 1945 gab er Gastspiele bei Zirkussen in diversen europäischen Ländern: in den Niederlanden in den Zirkussen Circustheater Carré, Cirque Strassburger und Zirkus Boldini; in England im Blackpool Tower Circus; in Deutschland im Hansa-Theater in Hamburg; 1946 in Dänemark im Cirkus Schumann Kopenhagen und 1949 im Zirkus Belli; 1950 in der Schweiz im City Circus Zürich und zusammen mit Pipo Sosmann im Zirkus Knie; schliesslich 1951 nochmals im Zirkus Belli in Dänemark.
Nach einem Schlaganfall zog er sich auf einen Campingplatz im Quartier Altstetten in Zürich zurück und wohnte in einem Wohnwagen. Er starb zwischen dem 17. Mai und dem 21. Mai 1976 an einem Herzleiden.